# Popetre
Popetre so gručasto naselje vaškega tipa v Slovenski Istri, ki upravno spada pod Mestno občino Koper. 

Vas je nastala nastala pred 15. stol., ima dobro ohranjen tloris in gabaride. V naselju prevladujejo domačije v nizih, med njimi so zaprti dvori. Na robu nad vasjo stoji podružnična cerkev sv. Andreja, ki spada v Župnijo Marezige.